# 樂豫
樂豫（？—？），子姓，樂氏，中国春秋时期宋国司马，乐父衎的后裔。
前620年（鲁文公七年、宋成公十七年）夏四月，宋成公死的时候公子成做右师，公孙友做左师，乐豫做司马，鳞矔做司徒，公子荡做司城，华御事做司寇。宋昭公准备杀死群公子。乐豫说：“不行。公族，是公室的枝叶，如果除掉，那树干树根就没有遮盖。葛藟还能遮蔽它的干和根，所以君子用葛藟作比喻，何况国君呢？这就是俗话所说树阴遮蔽，偏用斧子，一定不可。国君要考虑若用德行亲近他们，那他们就都是左右辅弼之臣，谁敢有二心？怎么要杀他们呢？”宋昭公不听。宋穆公、宋襄公的后人率领国人攻打昭公，在宫内杀了公孙固和公孙郑。六卿和公室讲和，乐豫放弃了司马的官位让给公子卬。昭公即位后安葬被杀的人。